# تیه (خواننده)
تیه گاسپارینتی بیرال، که به سادگی با نام تیه شناخته می‌شود (زاده ۱۷ مارس ۱۹۸۰ در سائوپائولو)، یک خواننده و ترانه‌سرای برزیلی است.
چندین آهنگ او به عنوان آهنگ تم برای تله‌نوولاها مورد استفاده قرار گرفته‌است.

## آهنگ‌شناسی

### آلبوم‌های استودیویی
- 2007 – EP ۱ (آلبوم چند آهنگه)
- ۲۰۰۹ – جاردیم شیرین
- ۲۰۱۱ - جغد و قلب
- ۲۰۱۴ - اسمرالداس
- ۲۰۱۷ - گایا

### آلبوم‌های زنده
- ۲۰۱۹ - دیکس